# Дориа, Николо
Николо Дориа (итал. Nicolò Doria; Генуя, 1525 — Генуя, 1592) — дож Генуэзской республики.

## Биография

### Ранние годы
Сын Джакомо Дориа и Беттины де Мари, родился в Генуе, предположительно около 1525 года и был прямым потомком ветви семьи Дориа — Ламба Дориа. Семья Николо возвысилась в Генуе ввиду родства с Андреа Дориа и обширным деловым связям Дориа с испанскими коммерческими и банковскими кругами.
Политической карьере Николо способствовал его дядя Джованни Баттиста Дориа, верный союзник Андреа Дориа и дож в 1537—1539 годах. В 1555 году Николо вошел в Большой совет республики, а в 1558 году он получил назначение в Синдикаторию, орган, оценивавший эффективность работы дожей, в качестве помощника судьи.
В 1566 году, вместе с Баттистой Каттанео, Ансальдо Джустиниани и бывшим дожем Симоне Спинолой, был представителем Республики Генуя в Риме на инаугурации папы Пия V. Как дипломат он был послал в Турин в марте 1569 года, чтобы согалсовать территориальные споры по поводу города Виллафранки.
Николо вошел в Сенат в 1568 году в качестве одного из двенадцати губернаторов, а в 1570 году стал одним из восьми прокуроров, ответственных за управление финансами. В этом качестве он участвовал во встрече в Вентимилье, вместе с бывшим дожем Джакомо Промонторио, с королём Испании Филиппом II и его сводным братом доном Хуаном Австрийским, на которой обсуждалось участие генуэзцев в войне с турками. 7 октября 1571 года Николо участвовал в знаменитой битве при Лепанто в составе генуэзского флота.
Между 1575 и 1576 годами, во время гражданской войны, в ходе которой Генуя была разделена на фракции «новой» и «старой» знати, Николо был назван в качестве одного из девяти членов депутации «старого» дворянства на переговорах с «новой» знатью в Финале-Лигуре. По случаю чрезвычайного налогообложения активов, необходимых для покрытия расходов, связанных с гражданской войной, в источниках сохранились размеры состояний богатейших на тот момент жителей Генуи: Джованни Андреа Дориа — 200.000 крон, Николо Дориа — 162.500 крон.
Активность во время гражданской войны и значительное состояние Николо предопределили исход выборов дожа 20 октября 1579 года: он получил 269 голосов, больше, чем все его предшественники.

### Правление

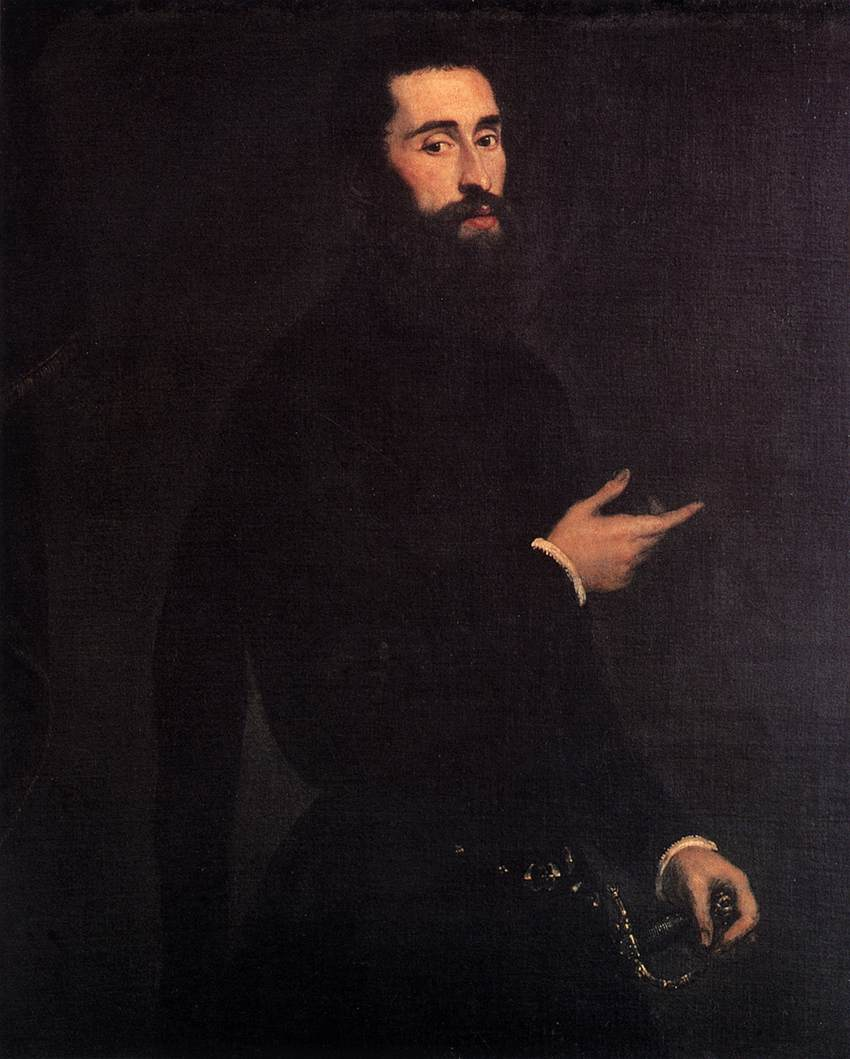
Предположительно портрет Николо Дориа кисти Тинторетто, Уффици, Флоренция

Новый дож Николо Дориа попытался возродить Геную, опустошенную гражданской войной между благородными семьями. Кроме того, недавняя вспышка чумы между 1579 и 1580 годами, унёсшая жизни более 28 тысяч человек только в Генуе, потребовала от дожа проведения необходимых медико-санитарных мероприятий.
Во время своего пребывания в должности Николо назначил нового летописца республики, Антонио Роккатальяту, который сменил покойного епископа Оберто Фольетту. «Анналы Роккатальяты» датируются 1581—1607 годами. Летописец оставил почти исключительно положительные отзывы о личности Николо Дориа. Несмотря на внутренние подозрения и разногласия, мандат Дориа протекал без видимых проблем. В хрониках описано, что в это время Геную посетила Мария Испанская, вдова Максимилиана II, где села на корабль и направилась на родину.
По окончании мандата 20 октября 1581 года Николо Дориа был рекомендован к назначению пожизненным прокурором, но ввиду споров внутри Синдикатория получил назначение лишь через два года (1583).

### Последние годы
В 1583 году Николо был назначен пожизненным прокурором и представитель Генуи в магистрате Корсики. В 1584 году он также вошел в состав магистрата Генуи. Позже он стал директором арсенала и покровителем Инквизиции. В 1588 году Николо возглавил магистрат границ и занимал этот пост до 1591 года.
Николо Дориа умер в Генуе 13 октября 1592 года, его останки были погребены в часовне Святого Причастия церкви Святого Матфея, место захоронения семьи Дориа.

### Личная жизнь
Николо был женат на Аурелии Гримальди — последней дочери банкира Филиппа II Николо Гримальди — и нажил с ней девятерых детей: Джованни Баттисту (женился на Виктории Спинола), Джованни Стефано (женился на Октавии Спинола, сестре Виктории и дочери Джованни Спинолы), Ливию, Марию, Марко Антонио, Джакомо, Камилло, Джованни Джироламо и Джованни Пьетро.
Большая часть состояния Николо досталась будущему дожу Джованни Стефано Дориа (1633—1635), в свое время ставшего самым богатым человеком в Италии.